# Бюрмос
Бюрмос —  містечко та громада в австрійській землі Зальцбург. Містечко належить округу Зальцбург-Умгебунг. 
Бюрмос на мапі округу та землі. 

## Демографія
Історична динаміка населення міста за даними сайту Statistik Austria

## Виноски
1. ↑  www.buermoos.at. Архів оригіналу за 21 жовтня 2016. Процитовано 29 червня 2013.
2. ↑  Gemeindedaten von Bürmoos. Архів оригіналу за 9 березня 2008. Процитовано 29 червня 2013.